# Manfredo di Ugo
Manfredo di Ugo (... – 967 circa) fu conte di Parma.

## Biografia
Era figlio di Ugo, che fu conte di Milano dall'896 all'899.
Nonostante il padre si fosse forse macchiato, nell'898, dell'omicidio dell'imperatore Lamberto, re Berengario non lo privò del possesso dei suoi beni nel Parmigiano e nel Modenese, i quali vennero confermati in seguito al figlio Manfredo nel 948 da re Lotario (costui fece anche, su istanza di Manfredo, alcune donazioni alla chiesa di Modena).
Morì, presumibilmente, nel 967 e dai suoi discendenti, che vennero anche identificati col nome di "figli di Manfredo" o Manfredorum, derivarono le famiglie Pico della Mirandola, Pio di Savoia e Manfredi di Faenza, Reggio Emilia e altre.

## Discendenza
Manfredo ebbe tre figli:
- Ugo
- Guido (?-1019 circa)
- Bernardo, conte di Parma